# Obvodní soud pro Prahu 7
Obvodní soud pro Prahu 7 je okresní soud se sídlem v hlavním městě Praze a s působností pro vymezenou část hlavního města, jehož odvolacím soudem je Městský soud v Praze. Rozhoduje jako soud prvního stupně ve všech trestních a civilních věcech, ledaže jde o specializovanou agendu (nejzávažnější trestné činy, insolvenční řízení, spory ve věcech obchodních korporací, hospodářské soutěže, duševního vlastnictví apod.), která je svěřena městskému soudu.
Soud se nachází v barokním Pachtově paláci na Ovocném trhu na Starém Městě, kde sídlí spolu s Obvodním soudem pro Prahu 1.

## Soudní obvod
Obvod Obvodního soudu pro Prahu 7 se shoduje s obvodem Praha 7, patří tedy do něj území těchto městských částí:
- Praha 7
- Praha-Troja

Na území tohoto obvodu žilo a do působnosti obvodního soudu tak ke konci roku 2024 spadalo 49 338 obyvatel.